# Танака, Рёма
Рёма Танака (яп. 田中龍馬; род. 28 декабря 2001) — японский дзюдоист, обладатель 2-го дана, выступающий в весовой категории до 66 кг. Чемпион мира 2024 года, двукратный чемпион Азиатских игр 2023 года, чемпион (2025) и серебряный призёр (2022) чемпионатов Азии.

## Биография
Рёма Танака родился 20 декабря 2001 года.

## Карьера
На чемпионате Азии 2022 года, в Казахстане, японский спортсмен завоевал серебряную медаль. В финале он уступил спортсмену из Монголии Ёндонпэрэнлэйн Басху. 
На летних Азиатских играх 2023 года в Китае, Танака в весовой категории до 66 кг дошёл до решающей схватки и теперь одержал победу над Ёндонпэрэнлэйн Басху. В командных соревнованиях в составе сборной Японии также стал обладателем золотой медали. 
Весной 2024 года на предолимпийском чемпионате мира, который состоялся в Объединённых Арабских Эмиратах, Рёма завоевал золотую медаль. В финальном поединке он победил своего соотечественника Такеси Такеоку.